# Muhallebi

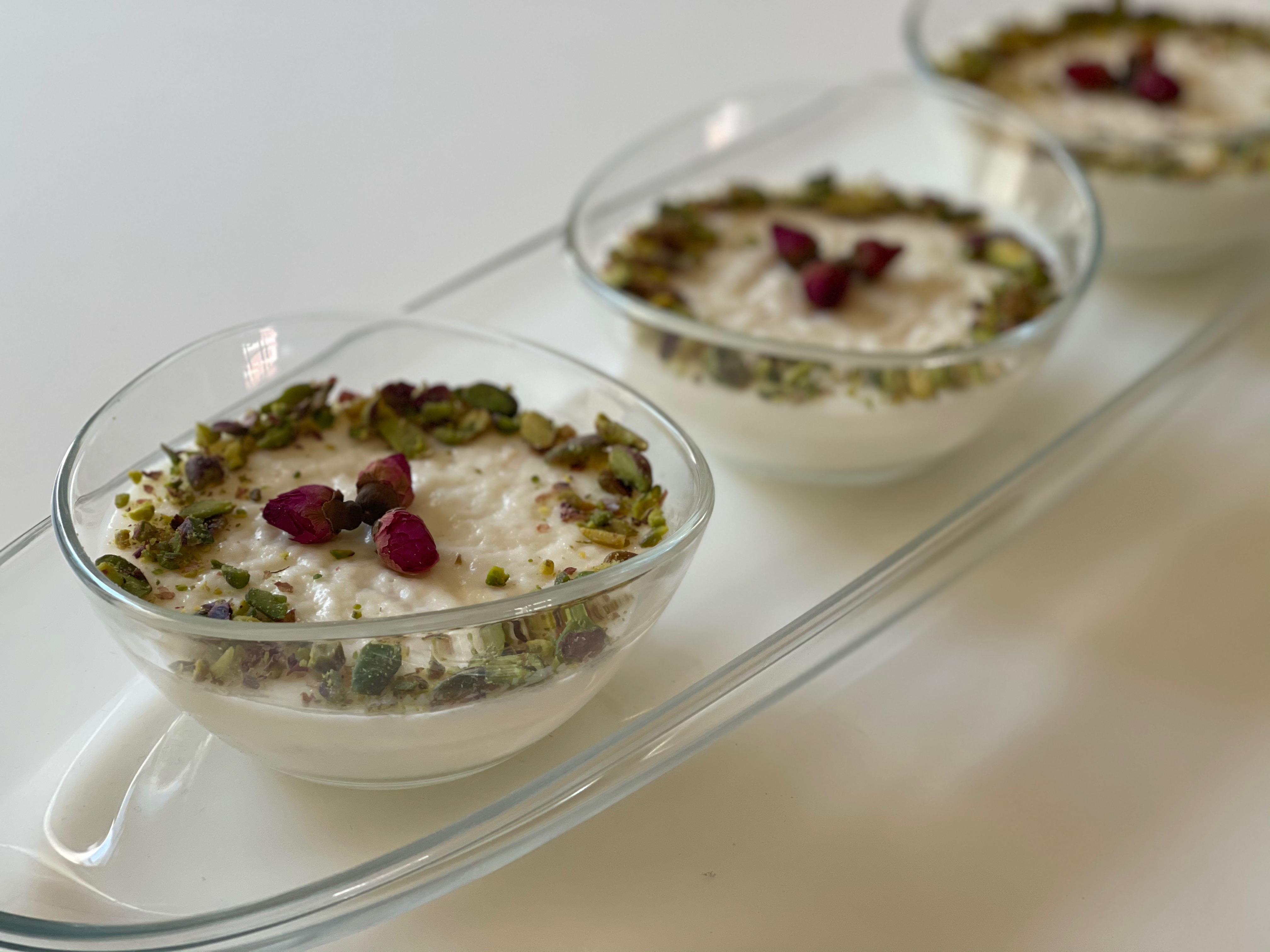
Muhallebi dekoriert mit Pistanzien und Rosenblättern

Muhallebi (persisch مهلبی، محالبی, arabisch مهلبية) ist ein Milchpudding, der typischerweise aus Reis, Zucker, Milch und entweder Reismehl, Stärke oder Grieß hergestellt wird und als Dessert im Nahen Osten beliebt ist.
Während das Dessert in der Türkei und im Irak als Muhallebi bekannt ist, wird es in anderen Ländern der Region (Syrien, Libanon, Jordanien, Ägypten, Palästina und Israel) als Malabi, Mahalabiyeh oder Mehalabiya bezeichnet.

## Geschichte
Der Legende nach wurde Muhallebi (arabisch مهلبية) im späten siebten Jahrhundert von einem persischen (iranischen) Koch aus dem damaligen Sassanidenreich (224–651) in die arabische Küche eingeführt.  Dieser servierte es einem arabischen General namens Al-Muhallab ibn Abī Sufra. Dieser mochte es so sehr, dass er es nach sich selbst benannte. Die frühesten Rezepte, die aus dem 10. Jahrhundert stammen, umfassen drei Versionen: Milch, die mit gemahlenem Reis angedickt wurde, Milch mit Reiskörnern und Huhn sowie eine Eiersahne ohne Reis. Frühe Rezepte für Muhallabiyya finden sich in einem Werk, das Ibn Sayyar al-Warraq aus Bagdad zugeschrieben wird, sowie in zwei arabischen Kochbüchern aus dem 13. Jahrhundert – eines von al-Baghdadi und ein weiteres aus Al-Andalus. Letzteres enthält eine Variante des gewürzten Puddings, die mit Hammelfleisch statt mit Huhn zubereitet wird.
Im Mittelalter wurden Muhallebi und sein europäisches Gegenstück Blancmange mit zerkleinertem Huhn zubereitet. Aus dem Osmanischen Reich gibt es Aufzeichnungen über zwei Versionen von Muhallebi: eine Variante mit zerkleinertem Huhn (Tavuk Göğsü), die während der Herrschaft von Mehmed II. serviert wurde, und ein späteres Rezept aus dem Jahr 1530 für eine fleischlose Version, die mit Rosenwasser aromatisiert wurde.
Ein englisches Kochbuch aus dem 19. Jahrhundert enthält ein Rezept für Muhallebi unter dem Namen „Ramazan-Kuchen“. Das Rezept verlangt, dass Milch zusammen mit Reismehl und Zucker gekocht wird, bis die Mischung eindickt. Der Pudding wird mit Rosen- oder Jasminextrakt aromatisiert und darf abkühlen, bevor er mit Puderzucker bestreut wird.

## Varianten

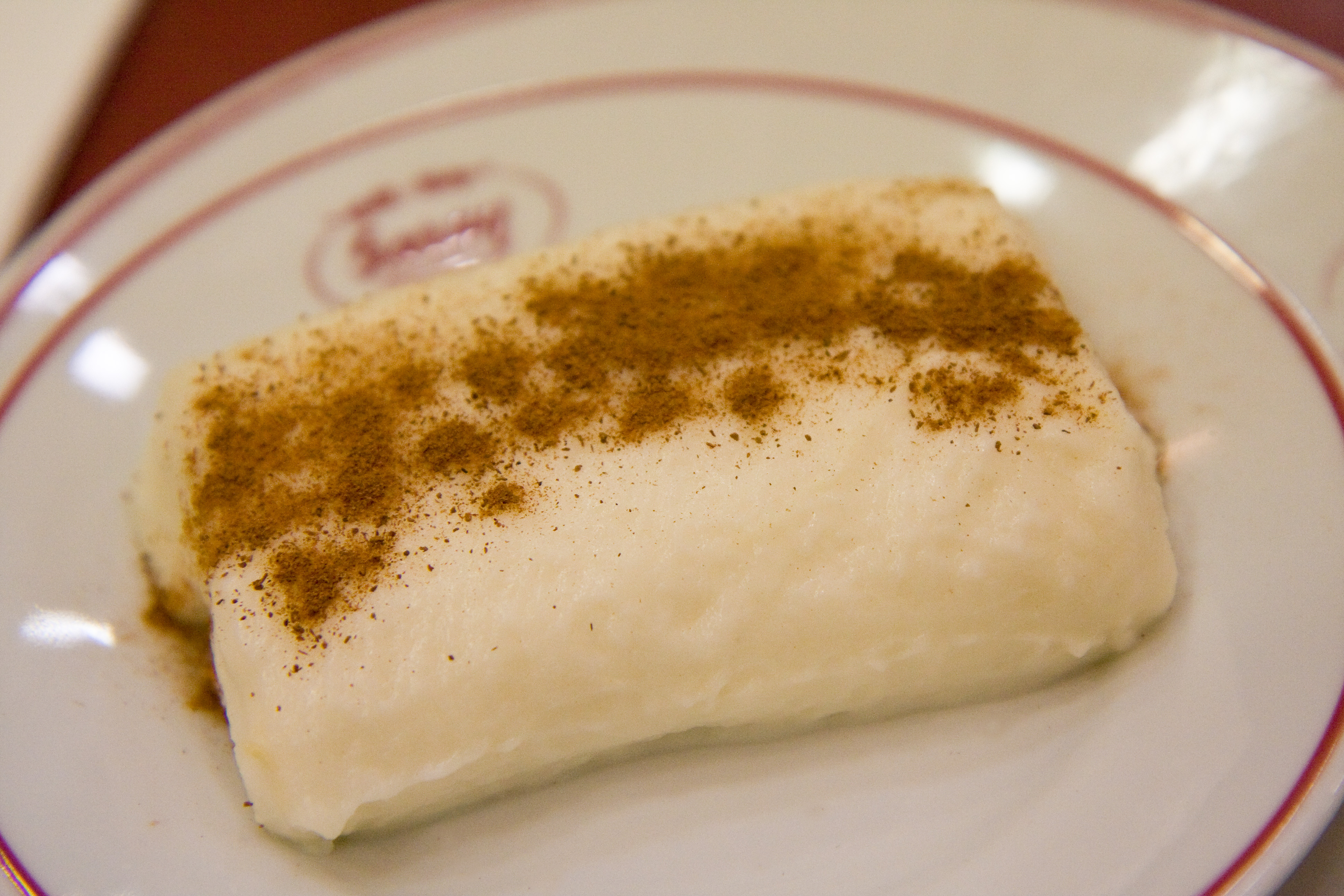
Traditionelles Tavuk Göğsü, ein Rezept der türkischen Küche

In der modernen Zeit ist das traditionelle Tavuk Göğsü nicht mehr weit verbreitet, außer in der Türkei. Dieser Pudding schmeckt nicht nach Huhn, aber das zerkleinerte Fleisch verleiht ihm eine charakteristische Textur. George Coleman De Kay sagte, der Pudding „verdankt seinen eigentümlich hervorragenden Geschmack der Anwesenheit der Brüste sehr junger Hühner, die auf irgendeine Weise so innig mit der Sahne vermischt und integriert sind, dass sie kaum erkennbar sind“.
Kazandibi ist eine Variante des klassischen Tavuk Göğsü, bei der eine dünne Puddingschicht karamellisiert wird, bevor die Sahne darüber gegossen und zum Festwerden gebracht wird. Der fertige Pudding wird umgedreht serviert, sodass die karamellisierte Seite oben liegt.
In den Muhallebici-Läden Istanbuls sind außerdem das mandelbasierte Keşkül, Noahs Pudding und der gebackene Milchreis-Pudding namens „Fırın Sütlaç“ oder „Fırında Sütlaç“ erhältlich.
In Syrien gibt es eine Variation von محلاية („Mahalayeh“) namens بالوظة („Balouza“), die dem klassischen Milchpudding entspricht, jedoch mit einer Schicht aus Orangengelee darüber. Andere Geschmacksrichtungen für die Gelee-Schicht können ebenfalls verwendet werden, wie zum Beispiel Rosensirup.
Mahalayeh, das in syrischen Restaurants verkauft wird, wird immer mit drei gestreiften Toppings serviert: Mandelstifte, Sahne, geschnittene Pistazien und einer Maraschinokirsche.
Das berühmte Booza-Geschäft Bakdash in Damaskus bietet sowohl Mahalayeh als auch Booza an.

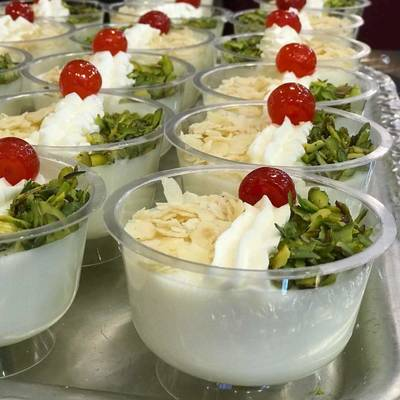
Mahalayeh in der Auslage eines syrischen Geschäfts

In Israel werden Variationen von Malabi (Hebräisch: מלבי) verwendet, um die Kaschrut (jüdische Ernährungsgesetze) nicht zu verletzen. Diese Versionen nutzen Mandelmilch anstelle von normaler Milch, insbesondere wenn sie zusammen mit Fleischgerichten angeboten werden.

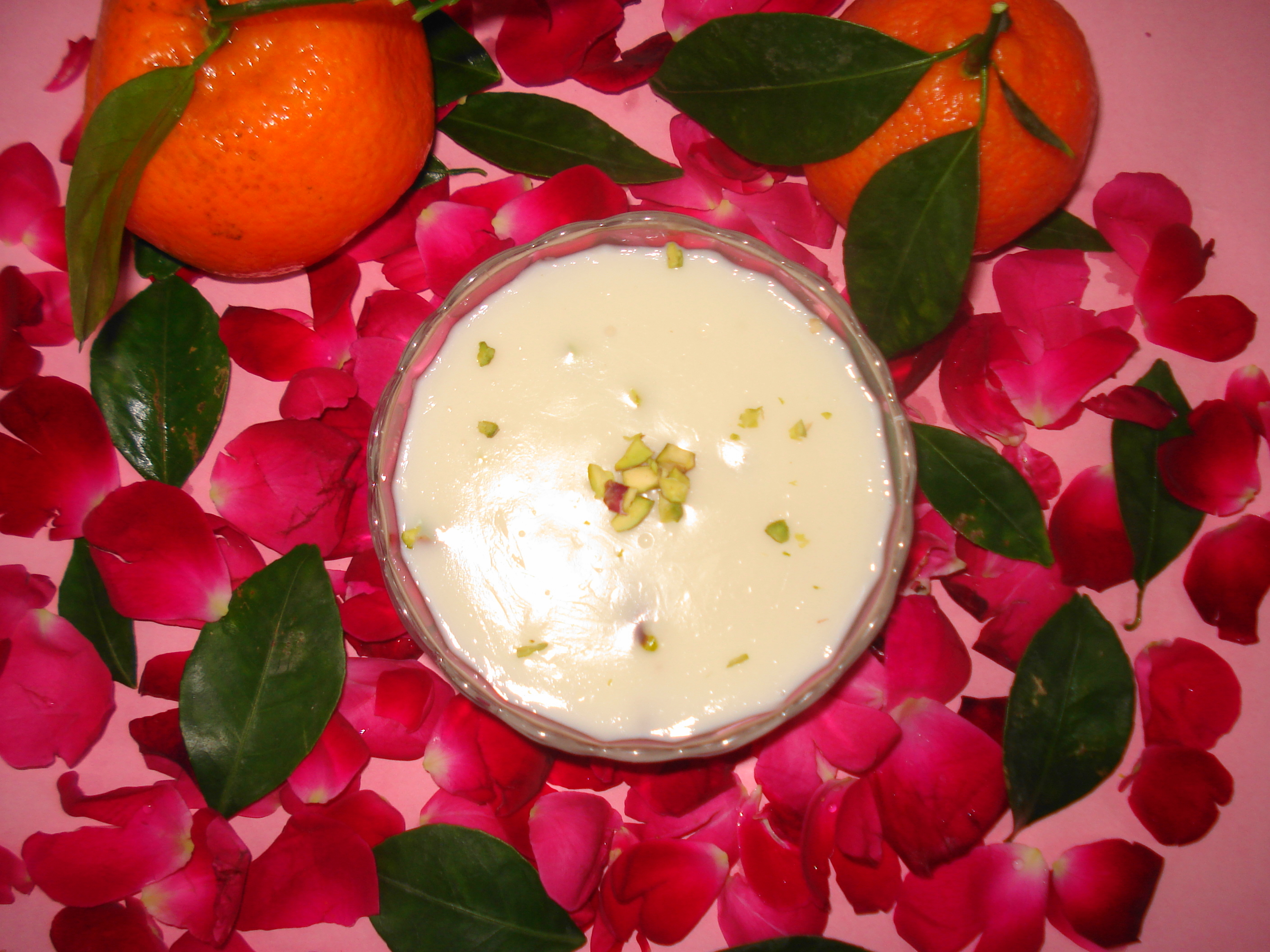
Ägyptische Mahalabia garniert mit Pistazien

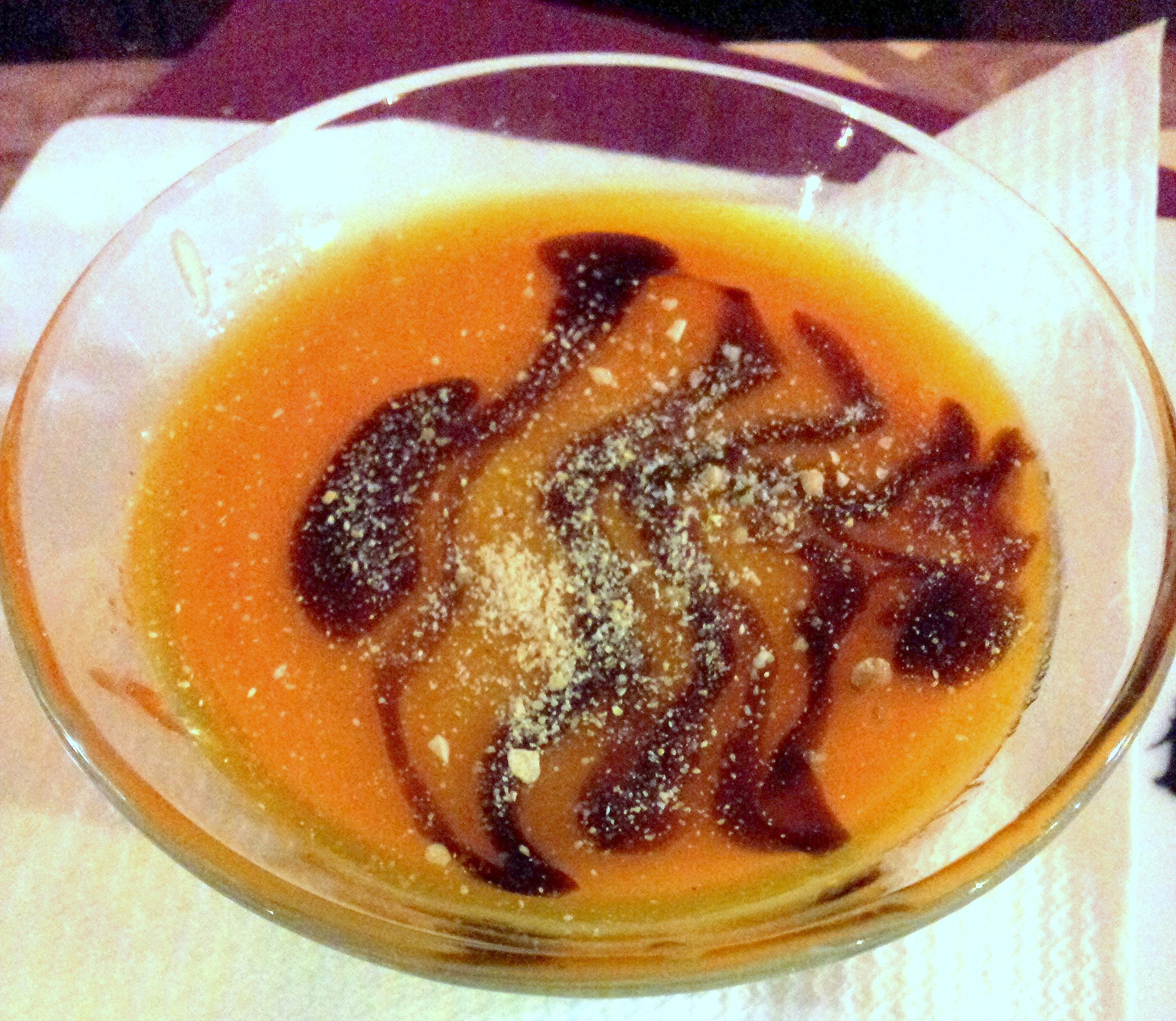
Mahalabiya in marokkanischer Version mit Orangengeschmack

Auf Zypern wird Muhallebi „μαχαλλεπί (el im zypriotischen Griechisch)“ genannt und existiert sowohl in einer milchhaltigen als auch in einer milchfreien Version (μαχαλλεπίν του γαλάτου; el).
Die zypriotische milchfreie Variante von Muhallebi wird aus Wasser, Zucker, Maisstärke und optional Rosenwasser hergestellt. Sobald der Muhallebi fest ist, fügen Sirup oder Zyprioten Squash (Cordial in Britisch), oft mit Rosengeschmack, oder einen Squash namens „Triantafyllo“ (τριαντάφυλλο) hinzu.
Mastix kann als Aromastoff für Muhallebi verwendet werden.

## Kulinarische Traditionen
In einigen sephardischen jüdischen Haushalten wird Malabi, das aus Milch, Sahne, Stärke und Zucker besteht und entweder mit destilliertem Rosenwasser oder Orangenblütenwasser aromatisiert wird, zum Fastenbrechen am jüdischen Feiertag Jom Kippur serviert.
Es wird auch bei türkisch-jüdischen Hochzeiten gegessen, um das süße Leben zu symbolisieren, das vor dem Paar liegt. Die Sephardim servieren es während des Schawuot-Festes, bei dem es üblich ist, Milchprodukte zu essen. Laut dem Lebensmittelhistoriker Gil Marks ist der wahre Grund jedoch, dass dieses Fest in dieser Gemeinschaft als „Fest der Rosen“ bekannt ist und das Dessert ein ausgeprägtes rosiges Aroma hat.

## Verwendung in Desserts
Muhallebi wird in vielen traditionellen Desserts als Komponente verwendet.
Selanik Tatlısı, das den Küchen des historischen Saloniki zugeschrieben wird, wird hergestellt, indem ein einfacher Muhallebi aus dem Kochtopf mit Eiern angedickt und mit einem gesüßten Mürbeteig gebacken wird. Das Dessert wird vor dem Servieren in Zuckersirup getränkt.
Ebenfalls aus dem historischen Saloniki stammt das Muhallebi-Baklava (ähnlich dem griechischen Galaktoboureko).